# Graciliderolus rufipes
Graciliderolus rufipes är en skalbaggsart som först beskrevs av Stefan von Breuning 1978.  Graciliderolus rufipes ingår i släktet Graciliderolus och familjen långhorningar. Inga underarter finns listade i Catalogue of Life.